# Encontrada ahogada
Encontrada ahogada es una pintura al óleo de George Frederick Watts, c. 1850, inspirada en el poema de Thomas Hood de 1844 El puente de los suspiros.
La pintura representa el cadáver de una mujer arrastrado bajo el arco del puente de Waterloo, con la parte inferior del cuerpo todavía sumergida en el agua del río Támesis.  Se presume que se ahogó tras arrojarse al río en su desesperación por escapar de la vergüenza de ser una "mujer caída". El gris paisaje industrial de la orilla sur del Támesis apenas se ve al fondo a través de la espesa niebla. Vestida con sencillez, tal vez como una sirvienta, sus brazos y su cuerpo forman la figura de una cruz, una reminiscencia de la crucifixión de Cristo. En una mano sostiene un medallón y una cadena, lo que indica su apego a su seductor; en el cielo nocturno se ve una única estrella como signo de esperanza.
Es una de las cuatro grandes pinturas realistas sociales realizadas por Watts entre 1848 y 1850, creadas poco después de regresar a Inglaterra tras un largo período en Italia, todas sobre temas melancólicos. Las otras son Bajo el arco seco, La hambruna irlandesa y La canción de la camisa (basado en el poema de Hood "La canción de la camisa"; esta pintura también se conoce como La costurera).
Varios otros artistas se inspiraron en el poema de Hood El puente de los suspiros. Ejemplos de obras similares incluyen Encontrada de Rossetti y !Ahogada¡ !Ahogada! de Abraham Solomon. La escena se repite en la tercera pintura de la serie de 1858 de Augustus Egg, Pasado y presente.
Watts abandonó rápidamente su flirteo con el realismo social y regresó a los temas alegóricos. Nunca vendió sus cuatro pinturas realistas sociales, que se exhibieron por primera vez en la Galería Grosvenor en 1881-82 – y ahora se exhiben en la Galería Watts en Compton, cerca de Guildford en Surrey.